# Roberto Holsen
Roberto Carlos Holsen Alvarado (El Calleo, 10 agosto 1976) è un ex calciatore peruviano, di ruolo attaccante.

## Carriera

### Club
Dopo il suo debutto nel campionato di calcio peruviano, avvenuto nel 1995 nelle file dell'Alianza Lima, passa due stagioni in due club minori, il Deportivo Municipal e il Bella Esperanza, prima di tornare al club di partenza. Qui segna 14 reti in 43 partite alla prima stagione, e 15 in 18 gare alla seconda, grazie alle quali viene convocato in nazionale. Nel 1999 passa allo Sporting Cristal, dove non mantiene gli stessi standard realizzativi, con appena 9 reti in due campionati.
Nel 2000 torna nuovamente all'Alianza Lima, dove ricomincia a segnare con continuità, guadagnandosi la chiamata per la Copa América 2001. Nel 2003 passa al Cienciano, dove segna 4 reti in 11 partite. Dopo la stagione all'Alianza Atlético, viene acquistato dall'Al-Shabab di Riad, dove passa il campionato 2003-2004. Tornato in patria nel 2004, all'Universitario de Deportes, passa all'Universidad César Vallejo, dove segna solo due volte in due stagioni.
Nel 2007 segna 6 reti in 13 partite al Total Clean di Arequipa, guadagnandosi la chiamata del Juan Aurich in prima divisione.

### Nazionale
Ha partecipato alla Copa América 1999 e 2001, segnando in entrambe le competizioni. Con la nazionale di calcio peruviana ha giocato 22 partite segnando 5 gol.

## Palmarès

### Club

#### Competizioni nazionali
- Campionato peruviano: 1

Alianza Lima: 2001